# Alf Duch-Pedersen
Alf Duch-Pedersen (født 15. august 1946 i Aarhus) er en dansk erhvervsleder, der bl.a. var bestyrelsesformand i Group 4 Securicor og Danske Bank.
Duch-Pedersen blev oprindeligt udlært maskinarbejder på Aarhus Oliefabrik. Han blev senere uddannet stærkstrømsingeniør i 1973 og merkonom i 1976. Han var fra 1973 til 1984 underdirektør i Danish Turnkey Dairies og kom derefter til APV Anhydro som administrerende direktør. Her var han til 1987, hvor han tiltrådte en lignende stilling i APV Pasilac. Fra 1989 til 1991 var han direktør i APV plc i London. I 1991 blev han koncerndirektør i Tryg-Baltica, og fra 1997 til sin pensionering i 2006 var han administrerende direktør for Danisco. Han var medlem af Danske Banks bestyrelse fra 1999 og bestyrelsesformand fra 2006–2011. Karrieren sluttede i 2011 efter G4S' mislykkede opkøbsforsøg af servicegiganten ISS.
Privat er han bosiddende i Rungsted. 